# Flying Teapot
Flying Teapot – album studyjny rockowej grupy Gong, nagrany w 1973 roku w The Manor Studio w Oksfordzie.
Flying Teapot rozpoczyna trylogię Radio Gnome Invisible. Z tego powodu kolejne edycje albumu (wydawane przez BYG) noszą podtytuł Radio Gnome Invisible Part 1. Kolejne płyty w tej kolekcji to Angel’s Egg (1973) i You (1974). 
W wydaniu specjalnym magazynów Q i Mojo pt. Pink Floyd & The Story of Prog Rock, album został umieszczony na 35. miejscu na liście czterdziestu najważniejszych płyt gatunku.

## Lista utworów
| Nr | Tytuł utworu                               | Autorzy             | Długość |
| -- | ------------------------------------------ | ------------------- | ------- |
| 1. | „Radio Gnome Invisible”                    | Allen               | 5:30    |
| 2. | „Flying Teapot”                            | Allen/Moze          | 12:30   |
| 3. | „The Pot Head Pixies”                      | Allen               | 3:00    |
| 4. | „The Octave Doctors & The Crystal Machine” | Blake               | 2:00    |
| 5. | „Zero The Hero & The Witch's Spell”        | Allen/Blake/Tritsch | 9:45    |
| 6. | „Witch's Song / I Am Your Pussy”           | Smyth /Allen        | 5:10    |
|    |                                            |                     | 37:55   |

## Twórcy
- Daevid Allen – śpiew, gitara
- Gilli Smyth - śpiew
- Tim Blake – instrumenty klawiszowe, śpiew
- Didier Malherbe – saksofon, flet
- Steve Hillage – gitara
- Christian Tritsch – gitara
- Francis Moze - instrumenty klawiszowe, gitara basowa
- Laurie Allan – bębny
- Rachid Houari – perkusja